# Кокін вака-сю

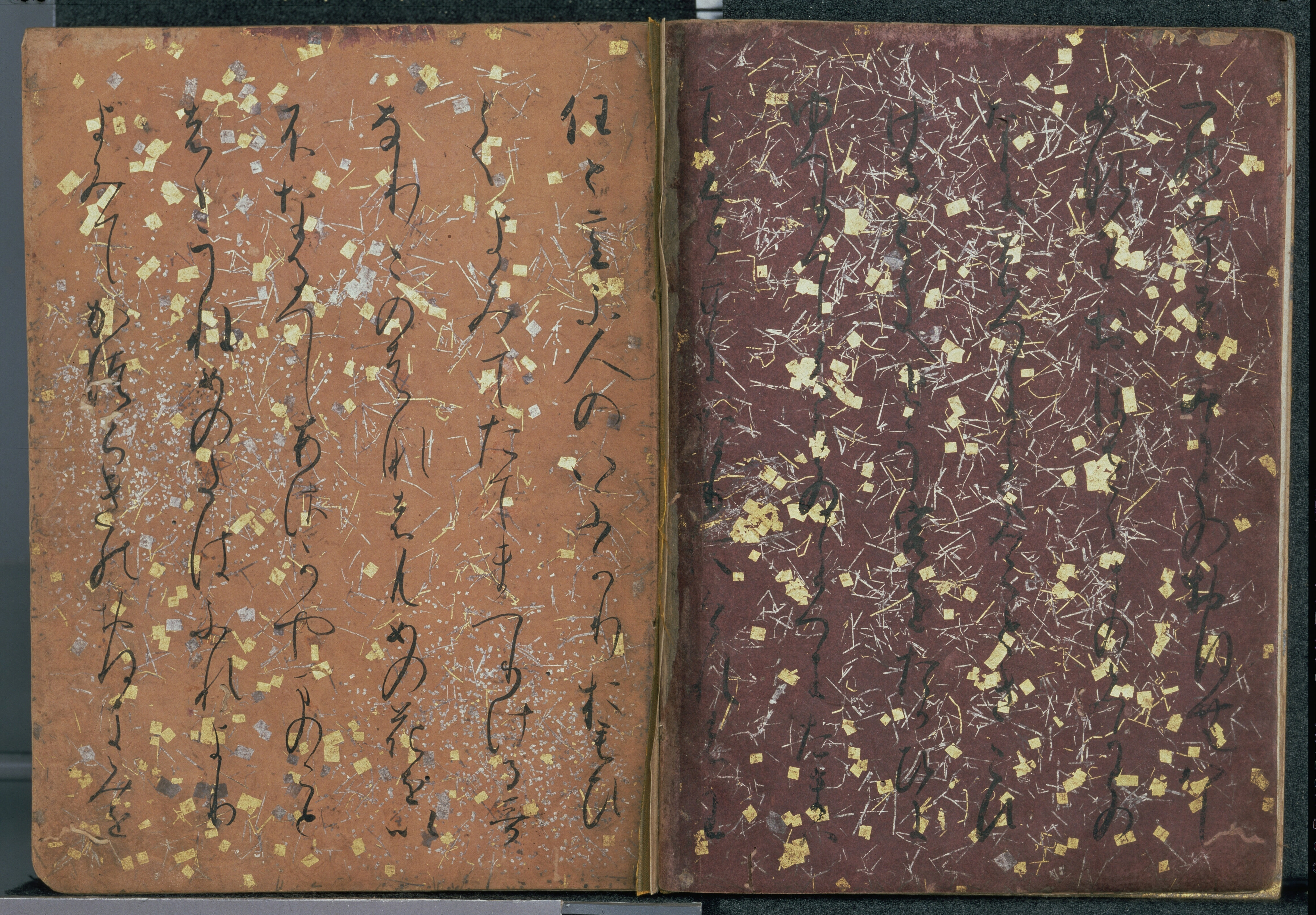
Передмова «Збірки старих і нових японських пісень», написана хіраґаною (копія 1120 року)

Кокін вака-шю (яп. 古今和歌集, こきんわかしゅう, «Збірка старих і нових японських пісень») — антологія японської поезії вака 10 століття періоду Хей'ан, перша збірка віршів, упорядкована за наказом Імператорського дому.

## Короткі відомості
Одна з «Восьми Імператорських збірок». Складається з 20 сувоїв. 
Процес упорядкування збірки був розпочатий у 905 році згідно з указом Імператора Дайґо. Відбором віршів минувшини і сучасності займалися провідні японські поети того часу: Кі но Цураюкі, Кі но Томонорі, Ошікочі но Міцуне, Мібу но Тадаміне та інші. 
Збірка побачила світ у 913 році. Вона містила 1110 віршів вака і мала передмову, написану японською абеткою каною та китайськими ієрогліфами. Більшість віршів написані у жанрі танка. Стиль збірки відрізнявся від стилю «Манйошю», хоча її первісна назва була «Шьоку Манйошю» («Продовження Манйошю»). Більшість творів були проникнуті естетичною ідеєю моно-но-аваре, інтелектуалізмом та майстерністю поетичного слова.
Збірка справила вплив на формування культури Кокуфу та літературно-естетичних смаків аристократів періоду Хей'ан. 
Появу збірки слід розглядати як виклик пануванню в японській літературі 8-9 століття іншої поетичної школи, орієнтованої на китайську поетичну традицію. Фактично цією збіркою японська поезія вперше заявила про свою повноцінність та емансипацію від китайської літератури. 
У середньовіччі її текст використовували як хрестоматію, а передмову до збірки, написану Кі-но Цураюкі розглядали як найкращий підручник поетичної майстерності, основу основ класичної японської поетики.

## Приклад
Гірською вишнею

В тумані промайнула –

І роздивитись до ладу не зміг,

Та закохався

Майже до нестями!

Кі но Цураюкі (905) «Кокін вака-шю»,
 XI (пісні кохання), 479